# 塔魯什坎查山
9°15′45″S 77°24′09″W / 9.26250°S 77.40250°W

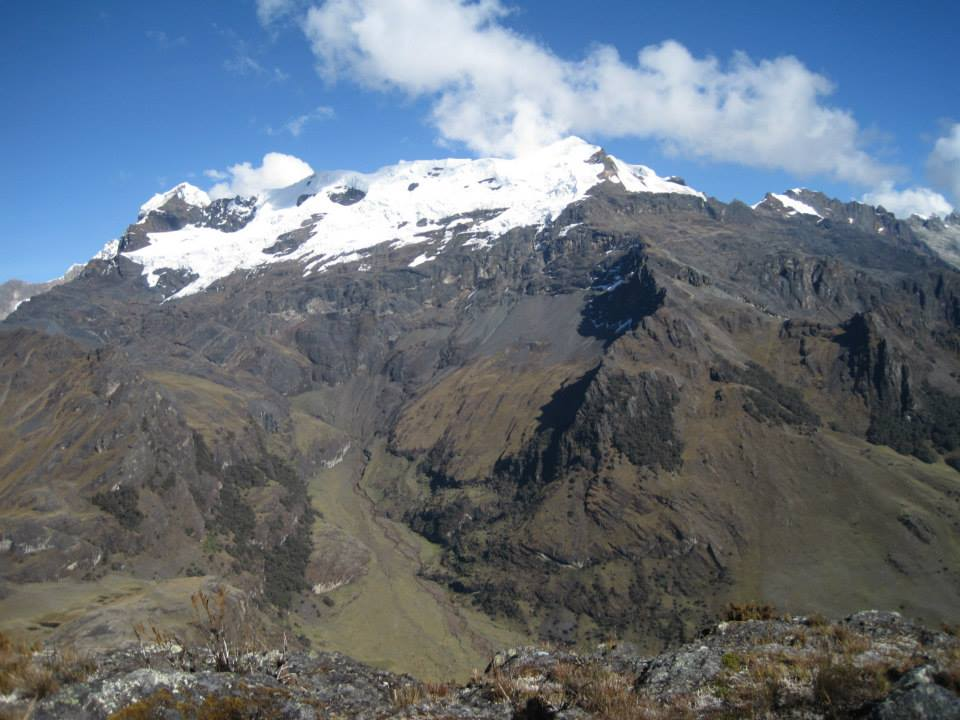

塔魯什坎查山（Tarushcancha），是秘魯的山峰，位於該國北部安卡什大區，由阿松森省的查卡斯區負責管轄，屬於布蘭卡山脈的一部分，海拔高度5,345米。